# Хонеккер, Маргот
Маргот Хонеккер (нем. Margot Honecker); урождённая Файст (нем. Feist; 17 апреля 1927, Галле — 6 мая 2016, Сантьяго, Чили) — государственный деятель ГДР, министр образования в 1963—1989 годах, жена генерального секретаря СЕПГ Эриха Хонеккера.

## Биография
Родилась в семье сапожника. После окончания школы, в 1938—1945 годах, была членом «Союза немецких девушек». Мать Маргот умерла в 1940 году. В 1945 году вступила в Коммунистическую партию Германии. С 1946 года входила в секретариат Союза свободной немецкой молодёжи, с 1948 года руководила Пионерской организацией имени Эрнста Тельмана.
В начале 1950-х годов познакомилась со своим будущим мужем Эрихом Хонеккером, который был старше её на 15 лет и к тому времени уже состоял в браке. В 1952 году Маргот родила от Эриха Хонеккера дочь Соню, после чего тот развёлся с своей второй женой и женился на ней (1953).
В 1963 году Маргот Хонеккер заняла пост министра образования ГДР. 25 февраля 1965 года с её подачи был принят закон об унификации системы образования в ГДР. Также Маргот Хонеккер ввела в школах начальную военную подготовку.
Маргот Хонеккер возглавляла министерство образования ГДР больше всех остальных министров, 25 лет. В 1989 году она ушла в отставку одновременно с мужем.
В 1990 году ей были предъявлены обвинения в причастности к арестам диссидентов, а также к разделению детей и неблагонадёжных родителей вопреки их желанию.
Маргот Хонеккер не любило большинство населения ГДР, называя её «Мисс Образование» и «фиолетовой ведьмой» (раннюю седину она подкрашивала синькой). Она неплохо знала русский и иногда выполняла роль переводчика при муже.
В 1991 году Маргот и Эрих Хонеккеры бежали в СССР с целью избежать уголовного преследования в ФРГ, но после распада СССР правительство Бориса Ельцина выслало их обратно. С 1992 года постоянно проживала в столице Чили Сантьяго с дочерью и супругом. В 1994 году умер её муж Эрих Хонеккер.
В 1999 году Маргот Хонеккер безуспешно попыталась отсудить у немецкого правительства 60 300 евро за незаконную конфискацию после воссоединения двух Германий лично ей принадлежащей собственности. Неудачным было и обжалование в 2001 году решения немецкого суда в Европейском суде по правам человека.
В 2000 году вышла книга её бесед с Луисом Корваланом. 19 июля 2008 года на праздновании 29-й годовщины Сандинистской революции в Никарагуа президент Даниэль Ортега пригласил её выступить с торжественной речью в знак памяти о помощи ГДР в ликвидации неграмотности в этой стране, что стало первым её публичным выступлением со времён падения Берлинской стены.
В октябре 2009 года принимала участие в праздновании 60-й годовщины основания ГДР с чилийскими эмигрантами, получившими там в своё время политическое убежище. Маргот Хонеккер пела патриотические песни и произнесла короткую речь, заявив, что у восточных немцев «была хорошая жизнь в ГДР» и что «капитализм сделал их жизни хуже». Маргот Хонеккер неоднократно заявляла, что не собирается возвращаться в Германию.

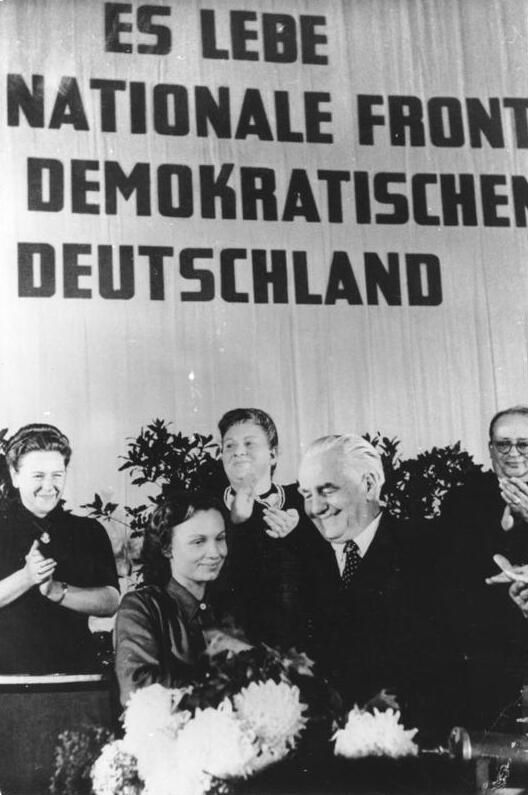
Маргот Файст и Вильгельм Пик в 1949 году
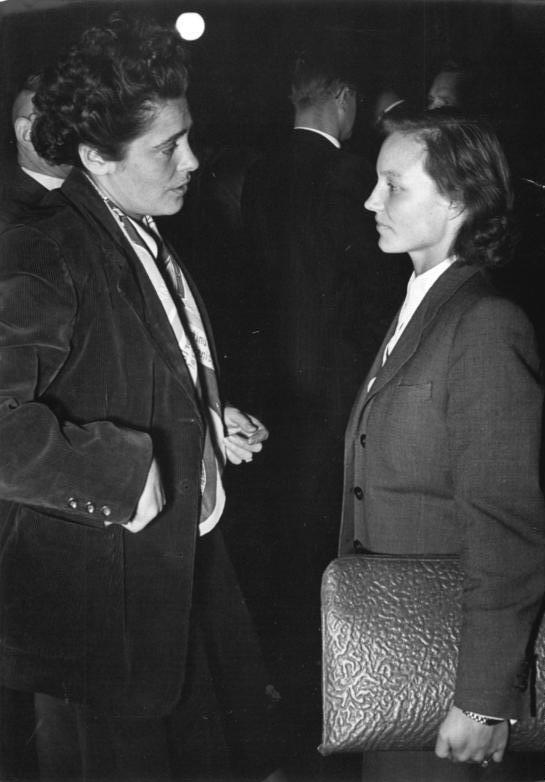
Маргот Файст — депутат Народной палаты ГДР
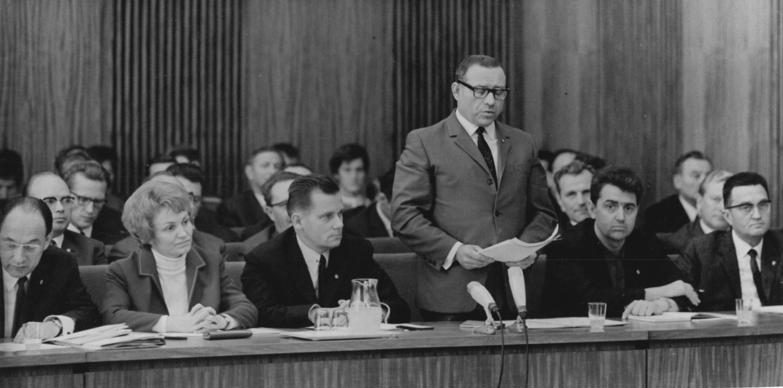
Министр культуры Маргот Хонеккер заслушивает доклад на заседании Государственного совета ГДР в 1968 году
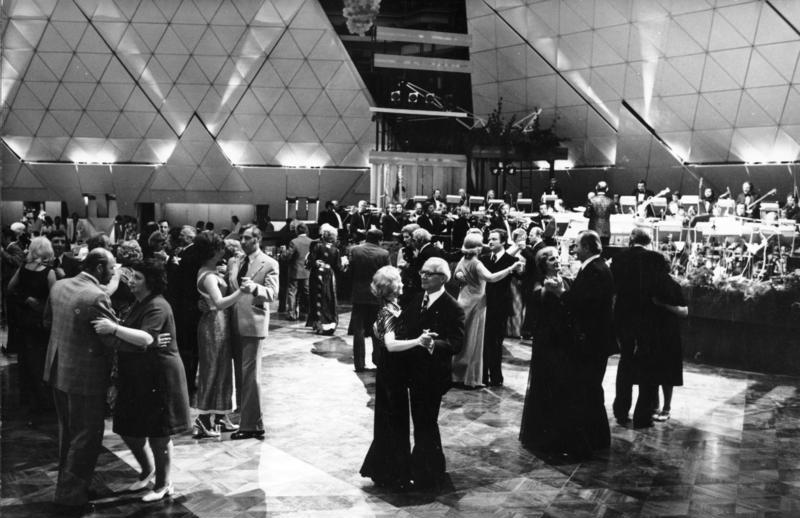
Чета Хонеккеров танцует на приёме по случаю открытия Дворца Республики, 1976
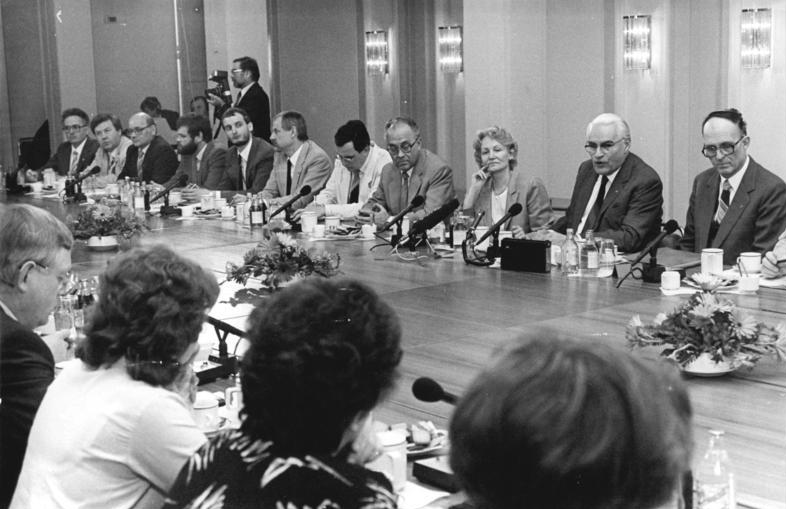
Маргот Хонеккер на встрече с членами ХДС, 1989 г.
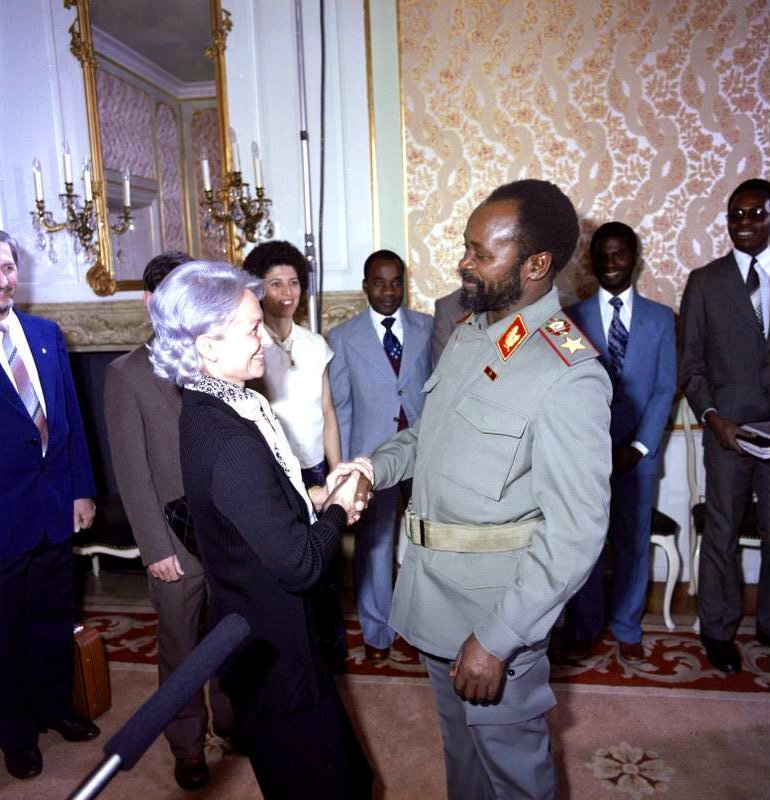
Самора Машел и Маргот Хонеккер в 1983 году

## Награды
- Дважды Герой Труда ГДР (1969, 1984)[19].
- Орден Рубена Дарио[14].